# Archie Griffin
Archie Mason Griffin (* 21. August 1954 in Columbus, Ohio) ist ein ehemaliger US-amerikanischer Footballspieler.
Er ist der einzige Spieler, der zweimal die Heisman Trophy für den besten Spieler im College-Football gewinnen konnte (1974 und 1975). Er absolvierte seine College-Karriere an der Ohio State University.
Zwischen 1976 und 1982 spielte er als Runningback für die Cincinnati Bengals in der NFL. Mit den Bengals nahm er am Super Bowl XVI teil, verlor dort aber gegen die von Joe Montana geführten San Francisco 49ers mit 21:26. Nach seiner Zeit bei den Bengals spielte er kurz in der United States Football League bei den Jacksonville Bulls.